# Tour de La Provence 2019
Le Tour de La Provence 2019 est la 4e édition de cette course cycliste sur route par étapes masculine. Il a lieu du 14 au 17 février 2019 dans les départements des Bouches-du-Rhône, du Var et du Vaucluse, dans le sud de la France. Il fait partie du calendrier UCI Europe Tour 2019 en catégorie 2.1.

## Présentation

### Équipes
| WorldTeams (9)- AG2R La Mondiale - Astana - Deceuninck-Quick Step - EF Education First - Groupama-FDJ - Movistar Team - Team Sunweb - Sky - Trek-Segafredo Équipes continentales professionnelles (9)- Androni Giocattoli-Sidermec - Arkéa-Samsic - Cofidis, Solutions Crédits - Delko-Marseille Provence - Direct Énergie - Israel Cycling Academy - Vital Concept-B&B Hotels - Wanty-Groupe Gobert - Corendon-Circus Équipes continentales (4)- Amore & Vita-Prodir - Natura4Ever-Roubaix Lille Métropole - Saint Michel-Auber 93 - WSA-Pushbikers |
| |

### Principaux coureurs présents
Pour sa quatrième édition, la course bénéficie de la présence de huit équipes du World Tour (un record pour l'épreuve). 
Les principales têtes d’affiche sont Thibaut Pinot (dont c'est la première course de la saison), Philippe Gilbert, Warren Barguil, Lilian Calmejane, Arthur Vichot, Pierre Rolland, Guillaume Martin, Tony Gallopin ou encore le sprinteur John Degenkolb.

## Étapes
Le Tour de La Provence est constitué d'un contre-la-montre et de trois étapes en ligne.
| Étape     | Date    | Villes étapes                                       | type                        | Distance (km) | Vainqueur d'étape | Leader du classement général |
| --------- | ------- | --------------------------------------------------- | --------------------------- | ------------- | ----------------- | ---------------------------- |
| 1re étape | 14 fév. | Saintes-Maries-de-la-Mer – Saintes-Maries-de-la-Mer | contre-la-montre individuel | 8,9           | Filippo Ganna     | Filippo Ganna                |
| 2e étape  | 15 fév. | Istres – La Ciotat                                  | étape vallonnée             | 194           | Eduard Prades     | Gorka Izagirre               |
| 3e étape  | 16 fév. | Aubagne – circuit Paul-Ricard                       | étape vallonnée             | 159           | Philippe Gilbert  | Gorka Izagirre               |
| 4e étape  | 17 fév. | Avignon – Aix-en-Provence                           | étape de plaine             | 170           | John Degenkolb    | Gorka Izagirre               |

## Déroulement de la course

### 1reétape
| \| Classement de l'étape \| Classement de l'étape \| Classement de l'étape \| Classement de l'étape \| Classement de l'étape \| \| Coureur \| Coureur \| Pays \| Équipe \| Temps \| \| --------------------- \| --------------------- \| --------------------- \| --------------------- \| --------------------- \| \| 1er \| Filippo Ganna \| Italie \| Team Sky \| 10 min 05 s \| \| 2e \| Sebastian Langeveld \| Pays-Bas \| EF Education First \| + 9 s \| \| 3e \| Rémi Cavagna \| France \| Deceuninck-Quick Step \| + 10 s \| \| 4e \| Jasha Sütterlin \| Allemagne \| Movistar Team \| + 15 s \| \| 5e \| Kasper Asgreen \| Danemark \| Deceuninck-Quick Step \| + 18 s \| \| 6e \| Yves Lampaert \| Belgique \| Deceuninck-Quick Step \| + 19 s \| \| 7e \| Benjamin Thomas \| France \| Groupama-FDJ \| + 20 s \| \| 8e \| Owain Doull \| Royaume-Uni \| Team Sky \| + 21 s \| \| 9e \| Sep Vanmarcke \| Belgique \| EF Education First \| + 24 s \| \| 10e \| Yoann Paillot \| France \| Saint Michel-Auber 93 \| + 25 s \| |                     |             |                       |             |
| |                     |             |                       |             |
| Source : ProCyclingStats |                     |             |                       |             |
| Classement de l'étape |                     |             |                       |             |
| Coureur | Coureur             | Pays        | Équipe                | Temps       |
| 1er | Filippo Ganna       | Italie      | Team Sky              | 10 min 05 s |
| 2e | Sebastian Langeveld | Pays-Bas    | EF Education First    | + 9 s       |
| 3e | Rémi Cavagna        | France      | Deceuninck-Quick Step | + 10 s      |
| 4e | Jasha Sütterlin     | Allemagne   | Movistar Team         | + 15 s      |
| 5e | Kasper Asgreen      | Danemark    | Deceuninck-Quick Step | + 18 s      |
| 6e | Yves Lampaert       | Belgique    | Deceuninck-Quick Step | + 19 s      |
| 7e | Benjamin Thomas     | France      | Groupama-FDJ          | + 20 s      |
| 8e | Owain Doull         | Royaume-Uni | Team Sky              | + 21 s      |
| 9e | Sep Vanmarcke       | Belgique    | EF Education First    | + 24 s      |
| 10e | Yoann Paillot       | France      | Saint Michel-Auber 93 | + 25 s      |

| \| Classement général \| Classement général \| Classement général \| Classement général \| Classement général \| \| Coureur \| Coureur \| Pays \| Équipe \| Temps \| \| ------------------ \| ------------------- \| ------------------ \| --------------------- \| ------------------ \| \| 1er \| Filippo Ganna \| Italie \| Team Sky \| 10 min 05 s \| \| 2e \| Sebastian Langeveld \| Pays-Bas \| EF Education First \| + 9 s \| \| 3e \| Rémi Cavagna \| France \| Deceuninck-Quick Step \| + 10 s \| \| 4e \| Jasha Sütterlin \| Allemagne \| Movistar Team \| + 15 s \| \| 5e \| Kasper Asgreen \| Danemark \| Deceuninck-Quick Step \| + 18 s \| \| 6e \| Yves Lampaert \| Belgique \| Deceuninck-Quick Step \| + 19 s \| \| 7e \| Benjamin Thomas \| France \| Groupama-FDJ \| + 20 s \| \| 8e \| Owain Doull \| Royaume-Uni \| Team Sky \| + 21 s \| \| 9e \| Sep Vanmarcke \| Belgique \| EF Education First \| + 24 s \| \| 10e \| Yoann Paillot \| France \| Saint Michel-Auber 93 \| + 25 s \| |                     |             |                       |             |
| |                     |             |                       |             |
| Source : ProCyclingStats |                     |             |                       |             |
| Classement général |                     |             |                       |             |
| Coureur | Coureur             | Pays        | Équipe                | Temps       |
| 1er | Filippo Ganna       | Italie      | Team Sky              | 10 min 05 s |
| 2e | Sebastian Langeveld | Pays-Bas    | EF Education First    | + 9 s       |
| 3e | Rémi Cavagna        | France      | Deceuninck-Quick Step | + 10 s      |
| 4e | Jasha Sütterlin     | Allemagne   | Movistar Team         | + 15 s      |
| 5e | Kasper Asgreen      | Danemark    | Deceuninck-Quick Step | + 18 s      |
| 6e | Yves Lampaert       | Belgique    | Deceuninck-Quick Step | + 19 s      |
| 7e | Benjamin Thomas     | France      | Groupama-FDJ          | + 20 s      |
| 8e | Owain Doull         | Royaume-Uni | Team Sky              | + 21 s      |
| 9e | Sep Vanmarcke       | Belgique    | EF Education First    | + 24 s      |
| 10e | Yoann Paillot       | France      | Saint Michel-Auber 93 | + 25 s      |

### 2eétape
| \| Classement de l'étape \| Classement de l'étape \| Classement de l'étape \| Classement de l'étape \| Classement de l'étape \| \| Coureur \| Coureur \| Pays \| Équipe \| Temps \| \| --------------------- \| --------------------- \| --------------------- \| --------------------- \| --------------------- \| \| 1er \| Eduard Prades \| Espagne \| Movistar Team \| 4 h 50 min 15 s \| \| 2e \| Tony Gallopin \| France \| AG2R La Mondiale \| + 0 s \| \| 3e \| Gorka Izagirre \| Espagne \| Astana \| + 0 s \| \| 4e \| Simon Clarke \| Australie \| EF Education First \| + 0 s \| \| 5e \| Eddie Dunbar \| Irlande \| Team Sky \| + 0 s \| \| 6e \| Lilian Calmejane \| France \| Direct Énergie \| + 0 s \| \| 7e \| Thibaut Pinot \| France \| Groupama-FDJ \| + 0 s \| \| 8e \| David Gaudu \| France \| Groupama-FDJ \| + 0 s \| \| 9e \| Rudy Molard \| France \| Groupama-FDJ \| + 0 s \| \| 10e \| Philippe Gilbert \| Belgique \| Deceuninck-Quick Step \| + 16 s \| |                  |           |                       |                 |
| |                  |           |                       |                 |
| Source : ProCyclingStats |                  |           |                       |                 |
| Classement de l'étape |                  |           |                       |                 |
| Coureur | Coureur          | Pays      | Équipe                | Temps           |
| 1er | Eduard Prades    | Espagne   | Movistar Team         | 4 h 50 min 15 s |
| 2e | Tony Gallopin    | France    | AG2R La Mondiale      | + 0 s           |
| 3e | Gorka Izagirre   | Espagne   | Astana                | + 0 s           |
| 4e | Simon Clarke     | Australie | EF Education First    | + 0 s           |
| 5e | Eddie Dunbar     | Irlande   | Team Sky              | + 0 s           |
| 6e | Lilian Calmejane | France    | Direct Énergie        | + 0 s           |
| 7e | Thibaut Pinot    | France    | Groupama-FDJ          | + 0 s           |
| 8e | David Gaudu      | France    | Groupama-FDJ          | + 0 s           |
| 9e | Rudy Molard      | France    | Groupama-FDJ          | + 0 s           |
| 10e | Philippe Gilbert | Belgique  | Deceuninck-Quick Step | + 16 s          |

| \| Classement général \| Classement général \| Classement général \| Classement général \| Classement général \| \| Coureur \| Coureur \| Pays \| Équipe \| Temps \| \| ------------------ \| --------------------- \| ------------------ \| ------------------ \| ------------------ \| \| 1er \| Gorka Izagirre \| Espagne \| Astana \| 5 h 00 min 45 s \| \| 2e \| Thibaut Pinot \| France \| Groupama-FDJ \| + 2 s \| \| 3e \| Tony Gallopin \| France \| AG2R La Mondiale \| + 6 s \| \| 4e \| Rudy Molard \| France \| Groupama-FDJ \| + 10 s \| \| 5e \| Simon Clarke \| Australie \| EF Education First \| + 11 s \| \| 6e \| David Gaudu \| France \| Groupama-FDJ \| + 15 s \| \| 7e \| Eddie Dunbar \| Irlande \| Team Sky \| + 15 s \| \| 8e \| Eduard Prades \| Espagne \| Movistar Team \| + 21 s \| \| 9e \| Sébastien Reichenbach \| Suisse \| Groupama-FDJ \| + 26 s \| \| 10e \| Jimmy Janssens \| Belgique \| Corendon-Circus \| + 26 s \| |                       |           |                    |                 |
| |                       |           |                    |                 |
| Source : ProCyclingStats |                       |           |                    |                 |
| Classement général |                       |           |                    |                 |
| Coureur | Coureur               | Pays      | Équipe             | Temps           |
| 1er | Gorka Izagirre        | Espagne   | Astana             | 5 h 00 min 45 s |
| 2e | Thibaut Pinot         | France    | Groupama-FDJ       | + 2 s           |
| 3e | Tony Gallopin         | France    | AG2R La Mondiale   | + 6 s           |
| 4e | Rudy Molard           | France    | Groupama-FDJ       | + 10 s          |
| 5e | Simon Clarke          | Australie | EF Education First | + 11 s          |
| 6e | David Gaudu           | France    | Groupama-FDJ       | + 15 s          |
| 7e | Eddie Dunbar          | Irlande   | Team Sky           | + 15 s          |
| 8e | Eduard Prades         | Espagne   | Movistar Team      | + 21 s          |
| 9e | Sébastien Reichenbach | Suisse    | Groupama-FDJ       | + 26 s          |
| 10e | Jimmy Janssens        | Belgique  | Corendon-Circus    | + 26 s          |

### 3eétape
| \| Classement de l'étape \| Classement de l'étape \| Classement de l'étape \| Classement de l'étape \| Classement de l'étape \| \| Coureur \| Coureur \| Pays \| Équipe \| Temps \| \| --------------------- \| --------------------- \| --------------------- \| ------------------------ \| --------------------- \| \| 1er \| Philippe Gilbert \| Belgique \| Deceuninck-Quick Step \| 4 h 25 min 10 s \| \| 2e \| Toms Skujiņš \| Lettonie \| Trek-Segafredo \| + 0 s \| \| 3e \| Tony Gallopin \| France \| AG2R La Mondiale \| + 0 s \| \| 4e \| Simon Clarke \| Australie \| EF Education First \| + 0 s \| \| 5e \| Gorka Izagirre \| Espagne \| Astana \| + 0 s \| \| 6e \| Cyril Gautier \| France \| Vital Concept-B&B Hotels \| + 0 s \| \| 7e \| Guillaume Martin \| France \| Wanty-Gobert \| + 0 s \| \| 8e \| Julien El Fares \| France \| Delko Marseille Provence \| + 0 s \| \| 9e \| Dorian Godon \| France \| AG2R La Mondiale \| + 0 s \| \| 10e \| Eddie Dunbar \| Irlande \| Team Sky \| + 0 s \| |                  |           |                          |                 |
| |                  |           |                          |                 |
| Source : ProCyclingStats |                  |           |                          |                 |
| Classement de l'étape |                  |           |                          |                 |
| Coureur | Coureur          | Pays      | Équipe                   | Temps           |
| 1er | Philippe Gilbert | Belgique  | Deceuninck-Quick Step    | 4 h 25 min 10 s |
| 2e | Toms Skujiņš     | Lettonie  | Trek-Segafredo           | + 0 s           |
| 3e | Tony Gallopin    | France    | AG2R La Mondiale         | + 0 s           |
| 4e | Simon Clarke     | Australie | EF Education First       | + 0 s           |
| 5e | Gorka Izagirre   | Espagne   | Astana                   | + 0 s           |
| 6e | Cyril Gautier    | France    | Vital Concept-B&B Hotels | + 0 s           |
| 7e | Guillaume Martin | France    | Wanty-Gobert             | + 0 s           |
| 8e | Julien El Fares  | France    | Delko Marseille Provence | + 0 s           |
| 9e | Dorian Godon     | France    | AG2R La Mondiale         | + 0 s           |
| 10e | Eddie Dunbar     | Irlande   | Team Sky                 | + 0 s           |

| \| Classement général \| Classement général \| Classement général \| Classement général \| Classement général \| \| Coureur \| Coureur \| Pays \| Équipe \| Temps \| \| ------------------ \| ------------------ \| ------------------ \| ------------------ \| ------------------ \| \| 1er \| Gorka Izagirre \| Espagne \| Astana \| 9 h 25 min 55 s \| \| 2e \| Thibaut Pinot \| France \| Groupama-FDJ \| + 2 s \| \| 3e \| Tony Gallopin \| France \| AG2R La Mondiale \| + 2 s \| \| 4e \| Simon Clarke \| Australie \| EF Education First \| + 8 s \| \| 5e \| Rudy Molard \| France \| Groupama-FDJ \| + 10 s \| \| 6e \| David Gaudu \| France \| Groupama-FDJ \| + 15 s \| \| 7e \| Eddie Dunbar \| Irlande \| Team Sky \| + 15 s \| \| 8e \| Eduard Prades \| Espagne \| Movistar Team \| + 21 s \| \| 9e \| Jimmy Janssens \| Belgique \| Corendon-Circus \| + 26 s \| \| 10e \| Lilian Calmejane \| France \| Direct Énergie \| + 32 s \| |                  |           |                    |                 |
| |                  |           |                    |                 |
| Source : ProCyclingStats |                  |           |                    |                 |
| Classement général |                  |           |                    |                 |
| Coureur | Coureur          | Pays      | Équipe             | Temps           |
| 1er | Gorka Izagirre   | Espagne   | Astana             | 9 h 25 min 55 s |
| 2e | Thibaut Pinot    | France    | Groupama-FDJ       | + 2 s           |
| 3e | Tony Gallopin    | France    | AG2R La Mondiale   | + 2 s           |
| 4e | Simon Clarke     | Australie | EF Education First | + 8 s           |
| 5e | Rudy Molard      | France    | Groupama-FDJ       | + 10 s          |
| 6e | David Gaudu      | France    | Groupama-FDJ       | + 15 s          |
| 7e | Eddie Dunbar     | Irlande   | Team Sky           | + 15 s          |
| 8e | Eduard Prades    | Espagne   | Movistar Team      | + 21 s          |
| 9e | Jimmy Janssens   | Belgique  | Corendon-Circus    | + 26 s          |
| 10e | Lilian Calmejane | France    | Direct Énergie     | + 32 s          |

### 4eétape
| \| Classement de l'étape \| Classement de l'étape \| Classement de l'étape \| Classement de l'étape \| Classement de l'étape \| \| Coureur \| Coureur \| Pays \| Équipe \| Temps \| \| --------------------- \| --------------------- \| --------------------- \| -------------------------- \| --------------------- \| \| 1er \| John Degenkolb \| Allemagne \| Trek-Segafredo \| 3 h 52 min 11 s \| \| 2e \| Simon Clarke \| Australie \| EF Education First \| + 0 s \| \| 3e \| Anthony Maldonado \| France \| Saint Michel-Auber 93 \| + 0 s \| \| 4e \| Tony Gallopin \| France \| AG2R La Mondiale \| + 0 s \| \| 5e \| Damien Touzé \| France \| Cofidis, Solutions Crédits \| + 0 s \| \| 6e \| Yves Lampaert \| Belgique \| Deceuninck-Quick Step \| + 0 s \| \| 7e \| Benjamin Thomas \| France \| Groupama-FDJ \| + 0 s \| \| 8e \| Philippe Gilbert \| Belgique \| Deceuninck-Quick Step \| + 0 s \| \| 9e \| Warren Barguil \| France \| Arkéa-Samsic \| + 0 s \| \| 10e \| August Jensen \| Norvège \| Israel Cycling Academy \| + 0 s \| |                   |           |                            |                 |
| |                   |           |                            |                 |
| Source : ProCyclingStats |                   |           |                            |                 |
| Classement de l'étape |                   |           |                            |                 |
| Coureur | Coureur           | Pays      | Équipe                     | Temps           |
| 1er | John Degenkolb    | Allemagne | Trek-Segafredo             | 3 h 52 min 11 s |
| 2e | Simon Clarke      | Australie | EF Education First         | + 0 s           |
| 3e | Anthony Maldonado | France    | Saint Michel-Auber 93      | + 0 s           |
| 4e | Tony Gallopin     | France    | AG2R La Mondiale           | + 0 s           |
| 5e | Damien Touzé      | France    | Cofidis, Solutions Crédits | + 0 s           |
| 6e | Yves Lampaert     | Belgique  | Deceuninck-Quick Step      | + 0 s           |
| 7e | Benjamin Thomas   | France    | Groupama-FDJ               | + 0 s           |
| 8e | Philippe Gilbert  | Belgique  | Deceuninck-Quick Step      | + 0 s           |
| 9e | Warren Barguil    | France    | Arkéa-Samsic               | + 0 s           |
| 10e | August Jensen     | Norvège   | Israel Cycling Academy     | + 0 s           |

## Classements finals

### Classement général
| \| Classement général \| Classement général \| Classement général \| Classement général \| Classement général \| \| Coureur \| Coureur \| Pays \| Équipe \| Temps \| \| ------------------ \| ------------------- \| ------------------ \| -------------------------- \| ------------------ \| \| 1er \| Gorka Izagirre \| Espagne \| Astana \| 13 h 18 min 06 s \| \| 2e \| Simon Clarke \| Australie \| EF Education First \| + 0 s \| \| 3e \| Tony Gallopin \| France \| AG2R La Mondiale \| + 1 s \| \| 4e \| Thibaut Pinot \| France \| Groupama-FDJ \| + 2 s \| \| 5e \| Rudy Molard \| France \| Groupama-FDJ \| + 10 s \| \| 6e \| David Gaudu \| France \| Groupama-FDJ \| + 15 s \| \| 7e \| Eddie Dunbar \| Irlande \| Team Sky \| + 15 s \| \| 8e \| Eduard Prades \| Espagne \| Movistar Team \| + 21 s \| \| 9e \| Jimmy Janssens \| Belgique \| Corendon-Circus \| + 26 s \| \| 10e \| Philippe Gilbert \| Belgique \| Deceuninck-Quick Step \| + 29 s \| \| 11e \| Lilian Calmejane \| France \| Direct Énergie \| + 32 s \| \| 12e \| Lluís Mas \| Espagne \| Movistar Team \| + 49 s \| \| 13e \| Cyril Gautier \| France \| Vital Concept-B&B Hotels \| + 51 s \| \| 14e \| Pierre-Luc Périchon \| France \| Cofidis, Solutions Crédits \| + 55 s \| \| 15e \| Toms Skujiņš \| Lettonie \| Trek-Segafredo \| + 58 s \| |                     |           |                            |                  |
| |                     |           |                            |                  |
| Source : ProCyclingStats |                     |           |                            |                  |
| Classement général |                     |           |                            |                  |
| Coureur | Coureur             | Pays      | Équipe                     | Temps            |
| 1er | Gorka Izagirre      | Espagne   | Astana                     | 13 h 18 min 06 s |
| 2e | Simon Clarke        | Australie | EF Education First         | + 0 s            |
| 3e | Tony Gallopin       | France    | AG2R La Mondiale           | + 1 s            |
| 4e | Thibaut Pinot       | France    | Groupama-FDJ               | + 2 s            |
| 5e | Rudy Molard         | France    | Groupama-FDJ               | + 10 s           |
| 6e | David Gaudu         | France    | Groupama-FDJ               | + 15 s           |
| 7e | Eddie Dunbar        | Irlande   | Team Sky                   | + 15 s           |
| 8e | Eduard Prades       | Espagne   | Movistar Team              | + 21 s           |
| 9e | Jimmy Janssens      | Belgique  | Corendon-Circus            | + 26 s           |
| 10e | Philippe Gilbert    | Belgique  | Deceuninck-Quick Step      | + 29 s           |
| 11e | Lilian Calmejane    | France    | Direct Énergie             | + 32 s           |
| 12e | Lluís Mas           | Espagne   | Movistar Team              | + 49 s           |
| 13e | Cyril Gautier       | France    | Vital Concept-B&B Hotels   | + 51 s           |
| 14e | Pierre-Luc Périchon | France    | Cofidis, Solutions Crédits | + 55 s           |
| 15e | Toms Skujiņš        | Lettonie  | Trek-Segafredo             | + 58 s           |

### Classements annexes
| Classement par points | Classement par points | Classement par points | Classement par points | Classement par points |
| Coureur               | Coureur               | Pays                  | Équipe                | Points                |
| --------------------- | --------------------- | --------------------- | --------------------- | --------------------- |
| 1er                   | Simon Clarke          | Australie             | EF Education First    | 38 pts                |
| 2e                    | Tony Gallopin         | France                | AG2R La Mondiale      | 32 pts                |
| 3e                    | Philippe Gilbert      | Belgique              | Deceuninck-Quick Step | 28 pts                |
| 4e                    | Gorka Izagirre        | Espagne               | Astana                | 19 pts                |
| 5e                    | John Degenkolb        | Allemagne             | Trek-Segafredo        | 18 pts                |
| 6e                    | Eduard Prades         | Espagne               | Movistar Team         | 17 pts                |
| 7e                    | Toms Skujiņš          | Lettonie              | Trek-Segafredo        | 12 pts                |
| 8e                    | Eddie Dunbar          | Irlande               | Team Sky              | 11 pts                |
| 9e                    | Filippo Ganna         | Italie                | Team Sky              | 10 pts                |
| 10e                   | Yves Lampaert         | Belgique              | Deceuninck-Quick Step | 10 pts                |

| Classement par points | Classement par points | Classement par points | Classement par points | Classement par points |
| Coureur               | Coureur               | Pays                  | Équipe                | Points                |
| --------------------- | --------------------- | --------------------- | --------------------- | --------------------- |
| 1er                   | Simon Clarke          | Australie             | EF Education First    | 38 pts                |
| 2e                    | Tony Gallopin         | France                | AG2R La Mondiale      | 32 pts                |
| 3e                    | Philippe Gilbert      | Belgique              | Deceuninck-Quick Step | 28 pts                |
| 4e                    | Gorka Izagirre        | Espagne               | Astana                | 19 pts                |
| 5e                    | John Degenkolb        | Allemagne             | Trek-Segafredo        | 18 pts                |
| 6e                    | Eduard Prades         | Espagne               | Movistar Team         | 17 pts                |
| 7e                    | Toms Skujiņš          | Lettonie              | Trek-Segafredo        | 12 pts                |
| 8e                    | Eddie Dunbar          | Irlande               | Team Sky              | 11 pts                |
| 9e                    | Filippo Ganna         | Italie                | Team Sky              | 10 pts                |
| 10e                   | Yves Lampaert         | Belgique              | Deceuninck-Quick Step | 10 pts                |

| Classement de la montagne | Classement de la montagne | Classement de la montagne | Classement de la montagne   | Classement de la montagne |
| Coureur                   | Coureur                   | Pays                      | Équipe                      | Points                    |
| ------------------------- | ------------------------- | ------------------------- | --------------------------- | ------------------------- |
| 1er                       | Lilian Calmejane          | France                    | Direct Énergie              | 16 pts                    |
| 2e                        | Dries De Bondt            | Belgique                  | Corendon-Circus             | 16 pts                    |
| 3e                        | Thibaut Pinot             | France                    | Groupama-FDJ                | 8 pts                     |
| 4e                        | Eddie Dunbar              | Irlande                   | Team Sky                    | 7 pts                     |
| 5e                        | David Gaudu               | France                    | Groupama-FDJ                | 5 pts                     |
| 6e                        | Jodok Salzmann            | Autriche                  | Maloja Pushbikers           | 5 pts                     |
| 7e                        | Anthony Delaplace         | France                    | Arkéa-Samsic                | 5 pts                     |
| 8e                        | Fausto Masnada            | Italie                    | Androni Giocattoli-Sidermec | 4 pts                     |
| 9e                        | Gorka Izagirre            | Espagne                   | Astana                      | 3 pts                     |
| 10e                       | Lennard Kämna             | Allemagne                 | Team Sunweb                 | 3 pts                     |

| Classement de la montagne | Classement de la montagne | Classement de la montagne | Classement de la montagne   | Classement de la montagne |
| Coureur                   | Coureur                   | Pays                      | Équipe                      | Points                    |
| ------------------------- | ------------------------- | ------------------------- | --------------------------- | ------------------------- |
| 1er                       | Lilian Calmejane          | France                    | Direct Énergie              | 16 pts                    |
| 2e                        | Dries De Bondt            | Belgique                  | Corendon-Circus             | 16 pts                    |
| 3e                        | Thibaut Pinot             | France                    | Groupama-FDJ                | 8 pts                     |
| 4e                        | Eddie Dunbar              | Irlande                   | Team Sky                    | 7 pts                     |
| 5e                        | David Gaudu               | France                    | Groupama-FDJ                | 5 pts                     |
| 6e                        | Jodok Salzmann            | Autriche                  | Maloja Pushbikers           | 5 pts                     |
| 7e                        | Anthony Delaplace         | France                    | Arkéa-Samsic                | 5 pts                     |
| 8e                        | Fausto Masnada            | Italie                    | Androni Giocattoli-Sidermec | 4 pts                     |
| 9e                        | Gorka Izagirre            | Espagne                   | Astana                      | 3 pts                     |
| 10e                       | Lennard Kämna             | Allemagne                 | Team Sunweb                 | 3 pts                     |

| Classement du meilleur jeune | Classement du meilleur jeune | Classement du meilleur jeune | Classement du meilleur jeune | Classement du meilleur jeune |
| Coureur                      | Coureur                      | Pays                         | Équipe                       | Temps                        |
| ---------------------------- | ---------------------------- | ---------------------------- | ---------------------------- | ---------------------------- |
| 1er                          | David Gaudu                  | France                       | Groupama-FDJ                 | 13 h 18 min 21 s             |
| 2e                           | Eddie Dunbar                 | Irlande                      | Team Sky                     | + 0 s                        |
| 3e                           | Michael Storer               | Australie                    | Team Sunweb                  | + 2 min 11 s                 |
| 4e                           | Lennard Kämna                | Allemagne                    | Team Sunweb                  | + 2 min 54 s                 |
| 5e                           | Hugh Carthy                  | Royaume-Uni                  | EF Education First           | + 3 min 14 s                 |
| 6e                           | Niklas Eg                    | Danemark                     | Trek-Segafredo               | + 5 min 27 s                 |
| 7e                           | Dorian Godon                 | France                       | AG2R La Mondiale             | + 5 min 36 s                 |
| 8e                           | Damien Touzé                 | France                       | Cofidis, Solutions Crédits   | + 7 min 55 s                 |
| 9e                           | Filippo Ganna                | Italie                       | Team Sky                     | + 8 min 49 s                 |
| 10e                          | Rémi Cavagna                 | France                       | Deceuninck-Quick Step        | + 11 min 42 s                |

| Classement du meilleur jeune | Classement du meilleur jeune | Classement du meilleur jeune | Classement du meilleur jeune | Classement du meilleur jeune |
| Coureur                      | Coureur                      | Pays                         | Équipe                       | Temps                        |
| ---------------------------- | ---------------------------- | ---------------------------- | ---------------------------- | ---------------------------- |
| 1er                          | David Gaudu                  | France                       | Groupama-FDJ                 | 13 h 18 min 21 s             |
| 2e                           | Eddie Dunbar                 | Irlande                      | Team Sky                     | + 0 s                        |
| 3e                           | Michael Storer               | Australie                    | Team Sunweb                  | + 2 min 11 s                 |
| 4e                           | Lennard Kämna                | Allemagne                    | Team Sunweb                  | + 2 min 54 s                 |
| 5e                           | Hugh Carthy                  | Royaume-Uni                  | EF Education First           | + 3 min 14 s                 |
| 6e                           | Niklas Eg                    | Danemark                     | Trek-Segafredo               | + 5 min 27 s                 |
| 7e                           | Dorian Godon                 | France                       | AG2R La Mondiale             | + 5 min 36 s                 |
| 8e                           | Damien Touzé                 | France                       | Cofidis, Solutions Crédits   | + 7 min 55 s                 |
| 9e                           | Filippo Ganna                | Italie                       | Team Sky                     | + 8 min 49 s                 |
| 10e                          | Rémi Cavagna                 | France                       | Deceuninck-Quick Step        | + 11 min 42 s                |

| Classement par équipes | Classement par équipes     | Classement par équipes | Classement par équipes |
| Équipe                 | Équipe                     | Pays                   | Temps                  |
| ---------------------- | -------------------------- | ---------------------- | ---------------------- |
| 1re                    | Groupama-FDJ               | France                 | 39 h 54 min 13 s       |
| 2e                     | Movistar Team              | Espagne                | + 1 min 57 s           |
| 3e                     | Deceuninck-Quick Step      | Belgique               | + 3 min 50 s           |
| 4e                     | Cofidis, Solutions Crédits | France                 | + 4 min 16 s           |
| 5e                     | Vital Concept-B&B Hotels   | France                 | + 5 min 31 s           |

| Classement par équipes | Classement par équipes     | Classement par équipes | Classement par équipes |
| Équipe                 | Équipe                     | Pays                   | Temps                  |
| ---------------------- | -------------------------- | ---------------------- | ---------------------- |
| 1re                    | Groupama-FDJ               | France                 | 39 h 54 min 13 s       |
| 2e                     | Movistar Team              | Espagne                | + 1 min 57 s           |
| 3e                     | Deceuninck-Quick Step      | Belgique               | + 3 min 50 s           |
| 4e                     | Cofidis, Solutions Crédits | France                 | + 4 min 16 s           |
| 5e                     | Vital Concept-B&B Hotels   | France                 | + 5 min 31 s           |

## Évolution des classements
| Étape              | Vainqueur          | Classement général | Classement de la montagne | Classement des sprints | Classement du meilleur jeune | Classement par équipes |
| ------------------ | ------------------ | ------------------ | ------------------------- | ---------------------- | ---------------------------- | ---------------------- |
| 1                  | Filippo Ganna      | Filippo Ganna      | non-décerné               | Filippo Ganna          | Filippo Ganna                | Deceuninck-Quick Step  |
| 2                  | Eduard Prades      | Gorka Izagirre     | Lilian Calmejane          | Eduard Prades          | David Gaudu                  | Groupama-FDJ           |
| 3                  | Philippe Gilbert   | Gorka Izagirre     | Dries De Bondt            | Simon Clarke           | David Gaudu                  | Groupama-FDJ           |
| 4                  | John Degenkolb     | Gorka Izagirre     | Lilian Calmejane          | Simon Clarke           | David Gaudu                  | Groupama-FDJ           |
| Classements finals | Classements finals | Gorka Izagirre     | Lilian Calmejane          | Simon Clarke           | David Gaudu                  | Groupama-FDJ           |